# Я, «Побєда» і Берлін
«Я, „Побєда“ і Берлін» — літературний дебют українського співака та шоумена Андрія Кузьменка, лідера групи «Скрябін», видана видавництвом «Фоліо» у 2006 році. До збірки увійшли дві повісті: «Я, „Побєда“ і Берлін» та «Місто, в якому не ходять гроші», а також тексти відомих пісень гурту «Скрябін». Книжка пройнята яскравим відчуттям гумору, веселим настроєм, і її можна віднести до жанру пригоди та гостросюжетний трилер. В серпні 2020 року стартували зйомки стрічки на основі цієї книги Кузьми.

## Сюжет

### Я, Побєда і Берлін
Події відбуваються навколо старого й пошарпаного автомобіля марки «Побєда», на якому простий хлопчина Андрій зі своїм другом Бартом подорожують до столиці Німеччини. Автомобіль Андрій купив у місцевого художника за 200 американських доларів, які позичив у сусідки Ориськи. Він страшенно розчарував свою матір цією покупкою. Юнак потрапляє в неабиякі пригоди, але простяцька винахідливість дає змогу вийти з будь-яких проблем. У Німеччині хлопцю вдається обміняти антикваріат і повернутися додому цілим і неушкодженим зі спогадами про дикі пригоди дорогою.
В основі цієї повісті — пригоди з життя самого Андрія Кузьменка.

### Місто, в якому не ходять гроші
У центрі твору постає яскрава, хоч дещо і утопічна, ідея безготівкового існування. Проте мораль лежить трохи в іншій площині. Кузьма концентрується на ретрансляції людської жорстокості та людиноненависництва, що проявляється у витончених способах «розплати» за товари. У закритій зоні, куди випадково потрапляє головна героїня Аліса і з якої назад вибратися практично неможливо, автор по суті формує суспільство майбутнього. Щодо стилю, то Кузьма й надалі не зраджує простоті, хоч подекуди з'являється певний пост-модерн, продиктований, так би мовити, специфікою твору.

## Тексти пісень
У книжці надруковано тексти таких пісень гурту «Скрябін» (у порядку розміщення у книзі):
| - Бути маленьким - Вам з неба не видно - Велика стіна - Відстань - В ліжку став - Герой - Годинник - Давай з тобою займатися любов'ю (Светрик) - Два озера, повні сліз - Дивні люди - Дикі люди - Дівчина Кончита - Діти - До смерті і довше - Духи́ - Душа і плоть - З Новим роком - Загублений рай - Зламані крила - Змучений (Я не маю сил) - І буде так - І так то вже є - Казка - Коралі - Любити платити - Люди чекають - Люди, як кораблі - Маленька зимна пташка - Малий - Манекен - Медор | - Мовчати - Модна країна - Моя дочка Україна - Моя королева - Мудрий, бо німий - На даху - Най буде дощ - Наприклад - Наш останній танець - Наше місто - Наші - Не вмирай - Не дай - Не засипай ті ями - Небо - Небо каже (Йди сюда) - Неділя, понеділок - Нема дурних - Ненормальне літо - Нікому то не треба - Оля - Осінь-зима - Плани (На тоді, коли) - «Побєда» - Понурі танці - Притулися - Просто МИ - Птахи - Разом ми - Руки медузи - Сам | - Сам собі країна - Секс (То море з людей) - Соло - Спи собі сама - Старий - Старі фотографії - Стриптиз - Там, де мене лишили - Танго - Танець пінгвіна - Твій портрет - Телефони - Техносекс - Тіна, Тіна - То мій голос - Той прикрий світ - Турбо-техно - Україна - Фільм (Скоро буде) - Хай буде так, як хочеш ти - Холодний смак - Цукор - Червоні колготки - Чим пахне? - Чуєш біль - Шось зимно - Шукав свій дім - Я живу - Я йшов - Я сховаю тебе (Любов) - 100 годин |

## Аудіокнига
2008 року була записана аудіокнига тривалістю три години сорок п'ять хвилин. Швидким темпом текст начитав сам Андрій Кузьменко. Щоправда, в ній помітні дикторські помилки: відчутно, що автор позіхає чи, роблячи неправильну інтонацію, каже «соррі» і перечитує речення ще раз. Однак в інтернеті можна знайти багато схвальних відгуків слухачів аудіокниги.

## Фільм
У серпні 2020 року за підтримки Держкіно Star Media почала зйомки фільму «Я, Побєда і Берлін» у Львові. Був запланований вихід у прокат фільму навесні 2022 року, проте реліз перенесли. Очікувана дата прокату фільму – 21 березня 2024 року.
Кузьму у фільмі зіграє Бліндар Іван Володимирович.

## Критика
Ігор Бондар-Терещенко про книгу:
|  | …чергова антиутопія у постчорнобильському стилі «антигламур», дотягнута до невтішної моралі: танцюй-поки-молодий, але й пам’ятай-про-чорторий. |